# Энгельберт I фон Спанхейм
Энгельберт I (нем. Engelbert I. von Spanheim; ум. 1 апреля 1096) — маркграф Истрии с 1090 года, граф Спанхейм (1070), граф в Пустертале (1070) и Крайхгау, фогт Зальцбурга, из рода Спанхеймов.

## Биография
Старший сын графа Зигфрида I фон Спанхейма и его жены Рихардис фон Лавант, дочери и наследницы графа Энгельберта IV Зигхардингера.
В борьбе за инвеституру был сторонником папы римского. Из-за этого император Священной Римской империи Генрих IV в 1091 году отобрал у него гауграфство Пустерталь и передал епископу Бриксена Буркхарду.
В 1091 году основал в Лаванттале монастырь Святого Павла и храм, ставший усыпальницей Спанхеймов.
В апреле 1095 года Энгельберт I принял монашеский постриг в своём монастыре, где через год умер.

## Семья
Энгельберт I фон Спанхейм был женат на Гедвиге, вдове графа Шварценберга, происхождение которой точно не выяснено. По одним данным — это Хадвиг Биллунг, дочь Бернхарда II Саксонского, по другим данным — из фриульского знатного рода. Дети:
- Бернхард (ум. 1147), граф Марбурга
- Рихардис (ум. ок. 1112), мужья — маркграф Истрии Поппо II (ум. 1098), Гебхард I фон Вассенбург (ум. 1102). Бертольд I фон Шварценберг (ум. не позднее 108).
- Генрих IV (ум. 1123) — герцог Каринтии (1122—1123)
- Энгельберт II (ум. 1141) — маркграф Истрии, герцог Каринтии
- Зигфрид II (I) (ум. 1130) — граф фон Шпангейм-Лебенау и фон Арх
- Хартвиг (ум. 1126) — епископ Регенсбурга (1105—1126).